# Uromyces anagyridis
Uromyces anagyridis är en svampart som beskrevs av Roum. 1880. Uromyces anagyridis ingår i släktet Uromyces och familjen Pucciniaceae.   Inga underarter finns listade i Catalogue of Life.